# دهستان ربع شامات
ربع شامات، دهستانی از توابع بخش شامکان و در شهرستان ششتمد استان خراسان رضوی ایران است.

## جمعیت
جمعیت این دهستان بر اساس سرشماری سال ۱۳۸۵ جمعیت آن ۴٬۶۶۳ نفر (۱٬۱۷۷ خانوار)
بوده است.